# KPN

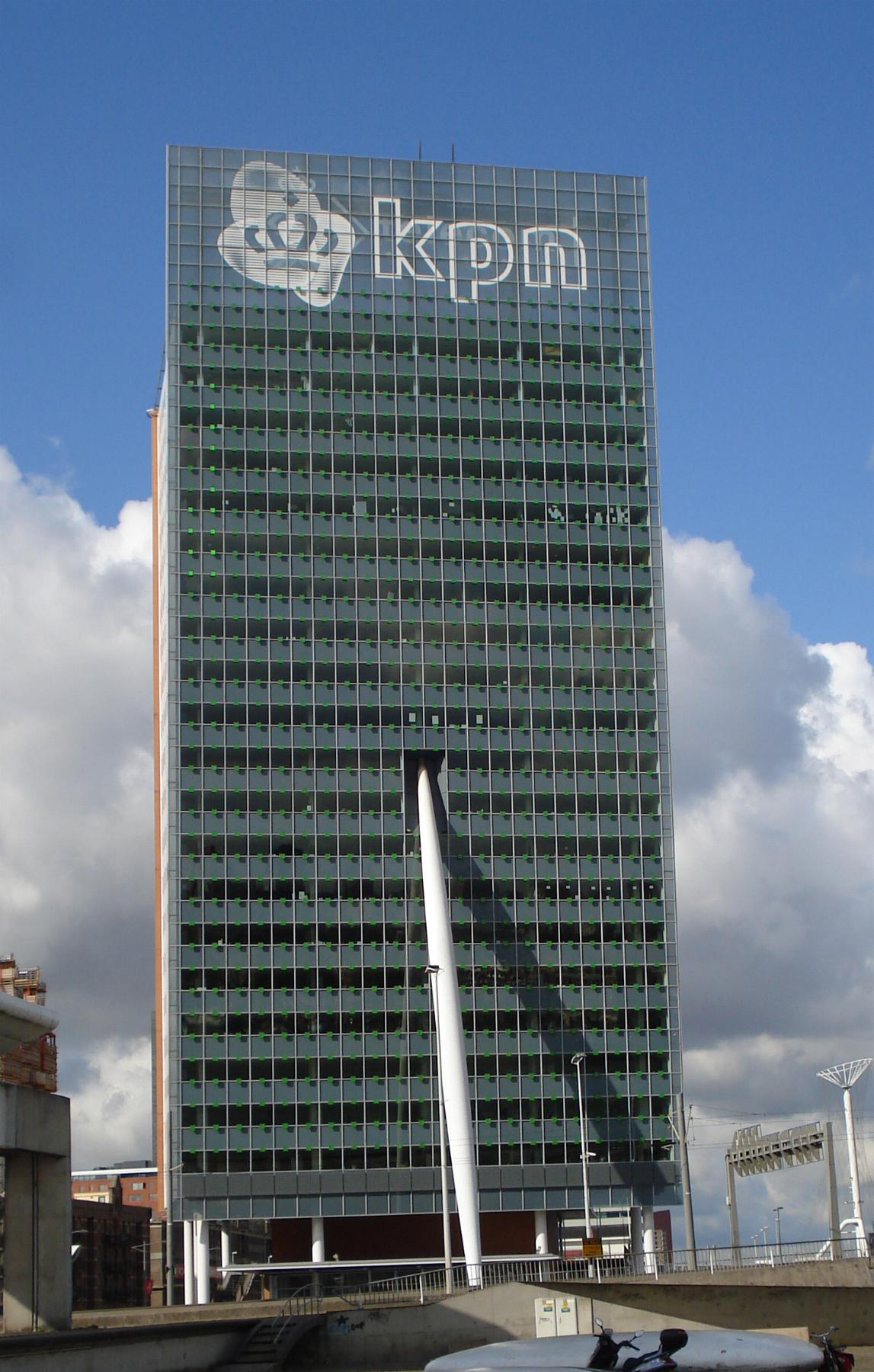
로테르담의 현재 본사

KPN은 네덜란드의 일반 전화 및 모바일 전기통신 기업이다. KPN은 정부가 운영하는 우편, 전신, 전화 서비스에서 기원하였으며 네덜란드 로테르담에 위치하고 있다.

## 주주
2021년 기준으로 주요 주주는 다음과 같다:
- 아메리카 모빌 16.08%
- 프랭클린 템플턴 인베스트먼츠 4.99%
- 블랙록 (기업) 4.13%
- 노르웨이 정부연기금 3.01%